# Кринки (Підляське воєводство)
Кри́нки (пол. Krynki) — місто в східній Польщі.
Належить до Сокульського повіту Підляського воєводства.

## Міграційна криза
9 листопада 2021 року дві великі групи мігрантів прорвалися до Польщі через прикодонні паркани біля містечка Кринки і села Біловежа

## Демографія
Демографічна структура станом на 31 березня 2011 року:
|          | Загалом | Допрацездатний вік | Працездатний вік | Постпрацездатний вік |
| -------- | ------- | ------------------ | ---------------- | -------------------- |
| Чоловіки | 1241    | 215                | 879              | 147                  |
| Жінки    | 1340    | 216                | 787              | 337                  |
| Разом    | 2581    | 431                | 1666             | 484                  |